# Iot
|  | «IoT» redirigeix aquí. Vegeu-ne altres significats a «Internet de les coses». |

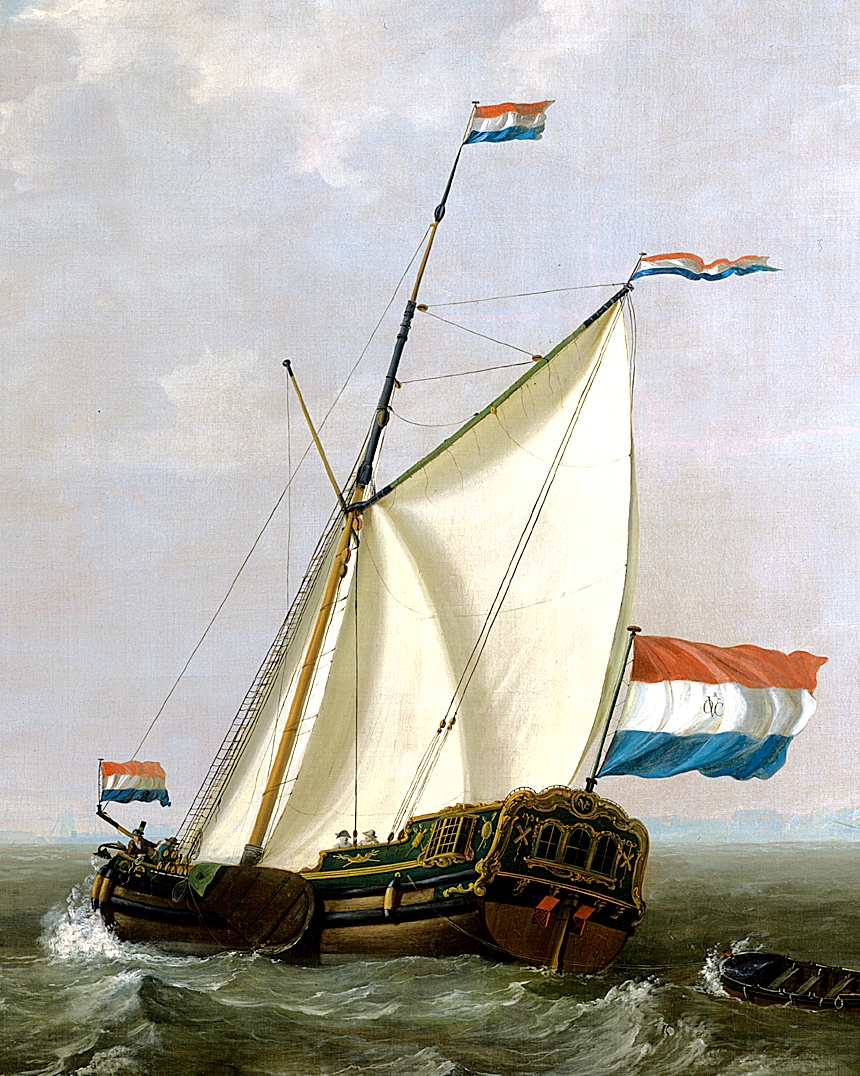
Un iot del pertanyent al capítol de Rotterdam de la Companyia Neerlandesa de les Índies Orientals

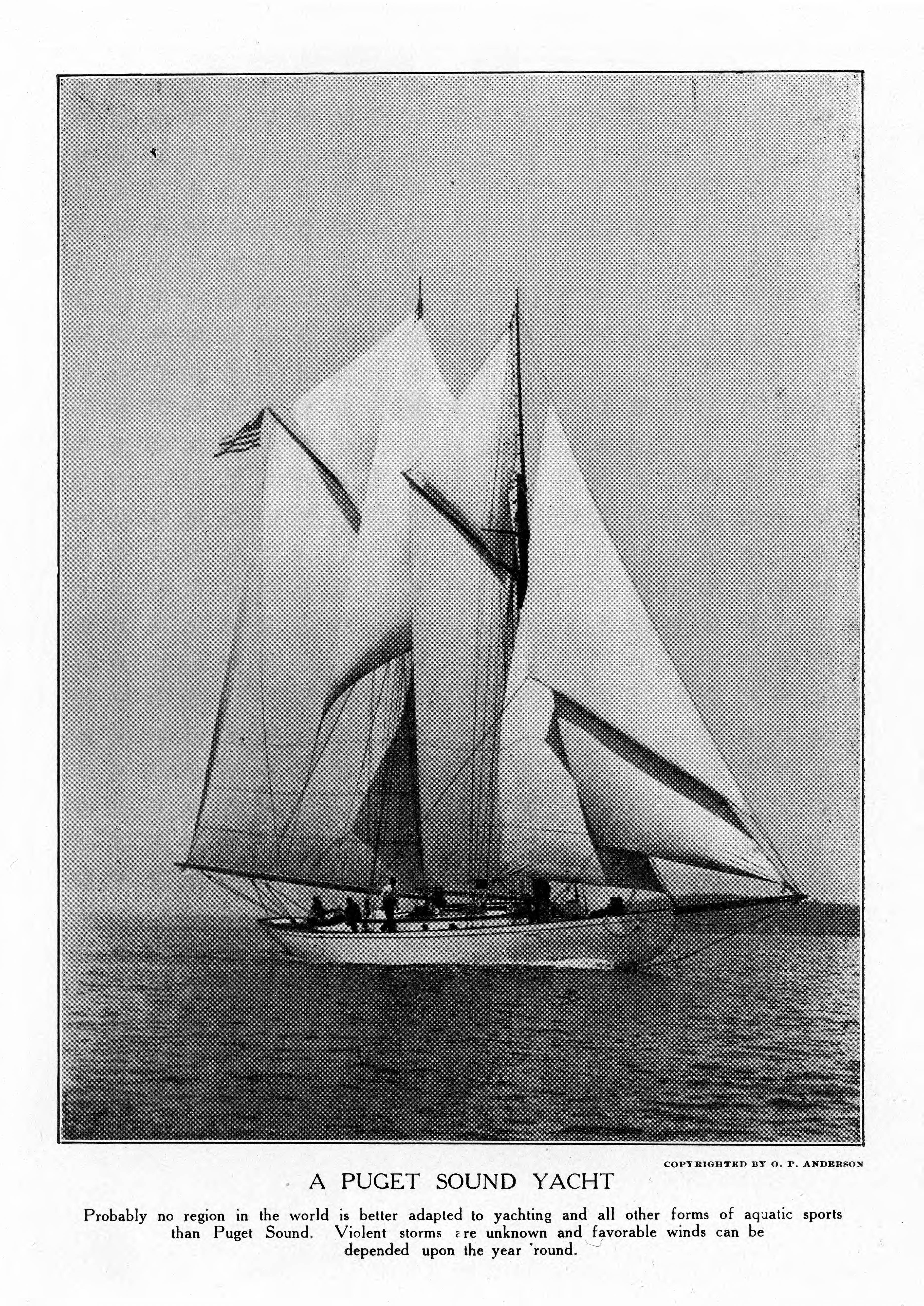
Fotografia d'un iot veler dels Estats Units, costa de Seattle, any 1909.

Un iot és una embarcació amb funció esportiva o d'esbarjo. Aquesta denominació inclou una gran varietat d'embarcacions, podem diferenciar-les en funció del sistema de propulsió, el nombre de bucs, l'eslora i la funció principal per la qual s'ha dissenyat. Per la propulsió podem diferenciar entre iots de vela i embarcacions de motor. La majoria d'embarcacions són clàssiques d'un sol buc però també existeixen iot multibuc com els catamarans. Les eslores poden anar de pocs metres, com de la vela lleugera, fins a grans iots de 24 o més metres d'eslora. Existeixen també els anomenats súper- o megaiots, embarcacions de luxe amb tripulació pròpia i nombrós equipament, amb eslores que poden fins i tot superar els cent metres. A nivell d'objectiu de disseny podem destacar les embarcacions dissenyades per a la competició esportiva (que primen la velocitat) i les dissenyades per al creuer (que prioritzen l'habitabilitat i l'autonomia) capaces de grans travesses, fins i tot de la volta la món.

## Etimologia i història
La paraula iot prové del neerlandès jacht que significa cacera o caçar, que va passar a l'anglès yacht i posteriorment com a manlleu al català i moltes altres llengües.
Els iots originalment eren velers ràpids utilitzats per la marina neerlandesa a partir del segle xvii per perseguir les embarcacions de pirates i contrabandistes a les aigües poc profundes de la costa dels Països Baixos. També s'utilitzaren per finalitats no militars com el control de duanes i el transport de pràctics als vaixells en espera per entrar a port.
Al segle xviii apareixen els primers clubs nàutics, en forma de Yacht Clubs a Rússia, Irlanda i el Regne Unit. Aquests eren clubs lligats a l'aristocràcia, els quals eren propietaris de grans iots amb un ús esportiu i d'oci vinculat a les mateixes activitats del club. Durant la segona meitat del segle xx l'augment del nivell de vida i la disminució dels preus de les embarcacions ha permès popularitzar la vela esportiva i la tinença d'aquestes embarcacions, amb la creació de diversos clubs de vela i un augment en el nombre de navegants.

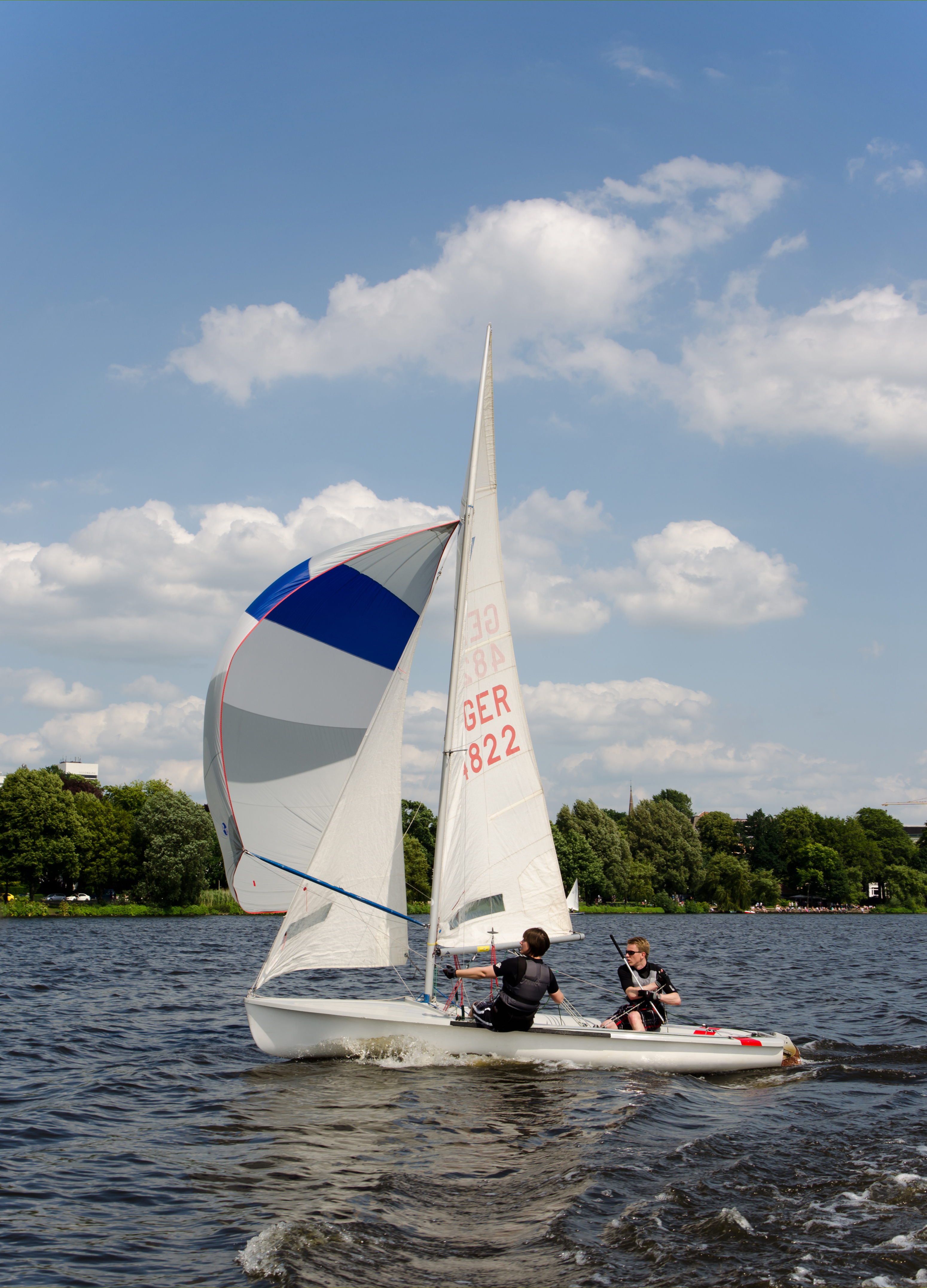
Embarcació de vela lleugera de la classe 470 en navegació

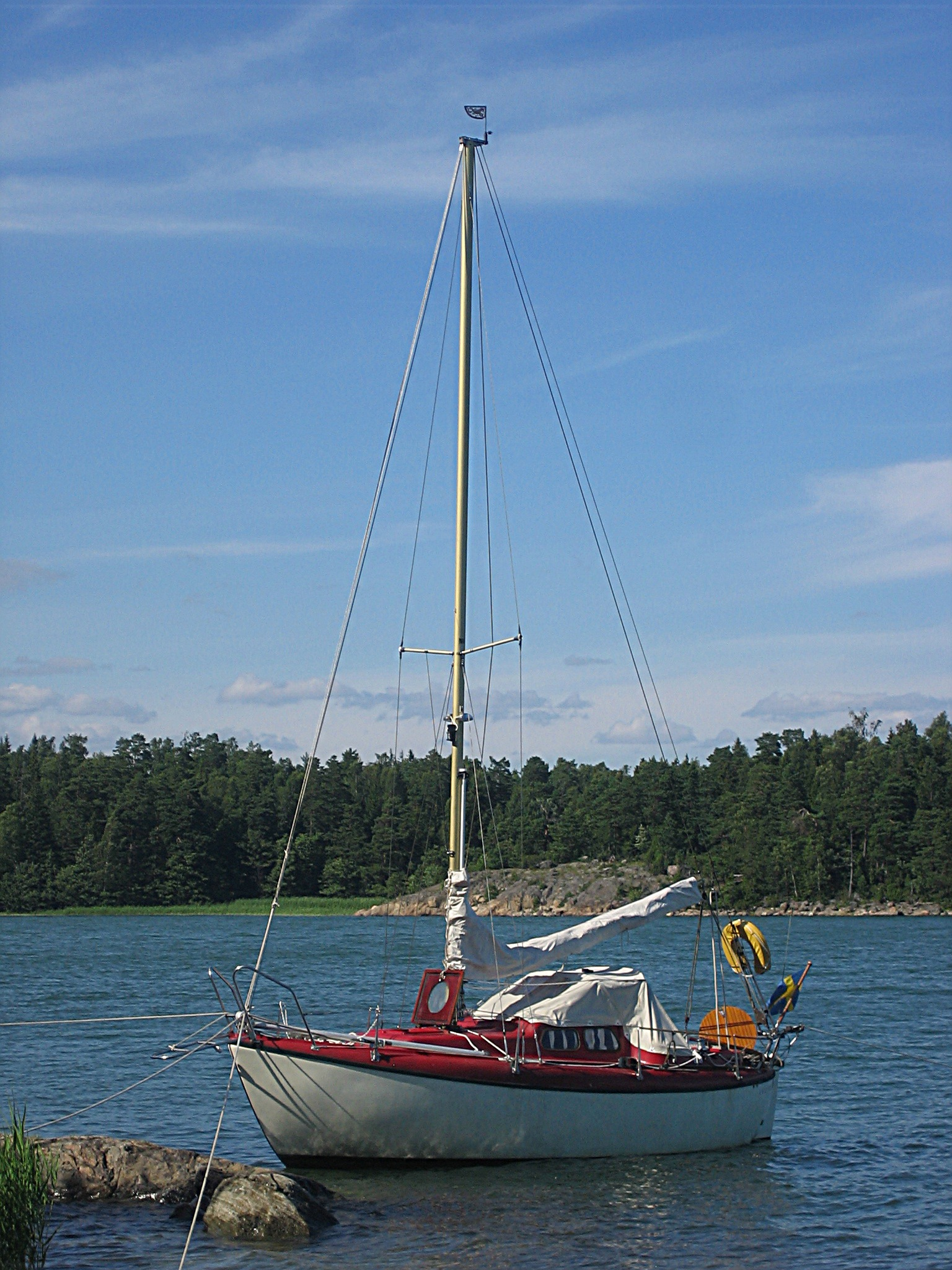
Petit iot suec Havsfidra 20 de 6 m d'eslora

## Iots de vela
Els iots de vela són velers i poden es diferencien sobretot per la seva estructura i eslora. Existeixen dissenys lleugers de menys de 5 que permeten simplement navegar, en eslores majors sovint compten amb espai i equipament per allotjar als seus tripulants en travesses. La majoria de iots a vela privats solen tenir una eslora de 7 a 14 m, ja que el seu cost augmenta ràpidament en proporció a l'eslora.
Els iots moderns solen comptar amb configuracions de veles eficients, habitualment amb aparell bermudià o marconi que permet navegar contra el vent, comptant amb una vela major a popa i una gènova a proa del pal. També poden incorporar una vela globus o spinnaker per navegar amb vent de popa.

### Navegació lleugera
Es tracta d'embarcacions de vela lleugera que tot i no ser anomenats habitualment iots s'utilitzen amb finalitat esportiva i d'oci. Solen ser embarcacions propulsades exclusivament a vela, de mida petita i fàcilment transportables. Hi ha múltiples dissenys però l'eslora no acostuma a superar 5 metres i tenen un desplaçament molt baix, amb capacitat sovint per només 1 o 2 tripulants. En anglès s'anomenen genèricament dinghy. Poden ser tant d'un sol buc, comptant llavors amb una orsa abatible, com multibuc com el patí de vela. Estan dissenyats per la navegació a vela en curses o travesses curtes, a prop de la costa, durant en dia i en condicions meteorològiques favorables. Aquest tipus d'embarcacions són molt utilitzades a les escoles de vela i algunes de les classes participen en competicions esportives i fins i tot als Jocs Olímpics.
Un altre tipus d'embarcació que es poden incloure en aquesta categoria són els anomenats daysailer en anglès. És un categoria àmplia, però sovint tenen una major eslora i desplaçament que les embarcacions de vela lleugera. Es caracteritzen per la facilitat en muntar l'aparell, avarar a l'aigua i poder navegar amb un o dos tripulants. Els més grans solen comptar amb una petita cabina per guardar equipament o resguardar-se dels elements.
En els darrers anys s'han popularitzat velers monoclasse amb eslores de fins a vuit metres i clara vocació esportiva. Solen competir amb altres embarcacions del mateix disseny (com per exemple el J/80 o el Platu 25).

### Iot de «cap de setmana»
Denominats en anglès daysailer o weekender estan dissenyats per a la navegació diürna prop de la costa i per emprendre travesses curtes d'un o dos dies. Aquests iots compten amb una eslora de 6 fins a un màxim de 10 m i acomodament bàsic a l'interior del buc com ara lliteres, sala d'estar i sovint cuina i lavabo compactes. Aquestes embarcacions són més senzilles, econòmiques i lleugeres que els iots de creuer i algunes estan preparades per a ser fàcilment transportables en remolcs per carretera. Poden estar equipades amb quilla correguda o quilles bessones que els permeten operar en aigües poc profundes i fins i tot varar el iot en posició vertical, fàcilment recuperable aprofitant les marees. Degut a l'escàs espai disponible alguns dissenys equipen un motor forabord.

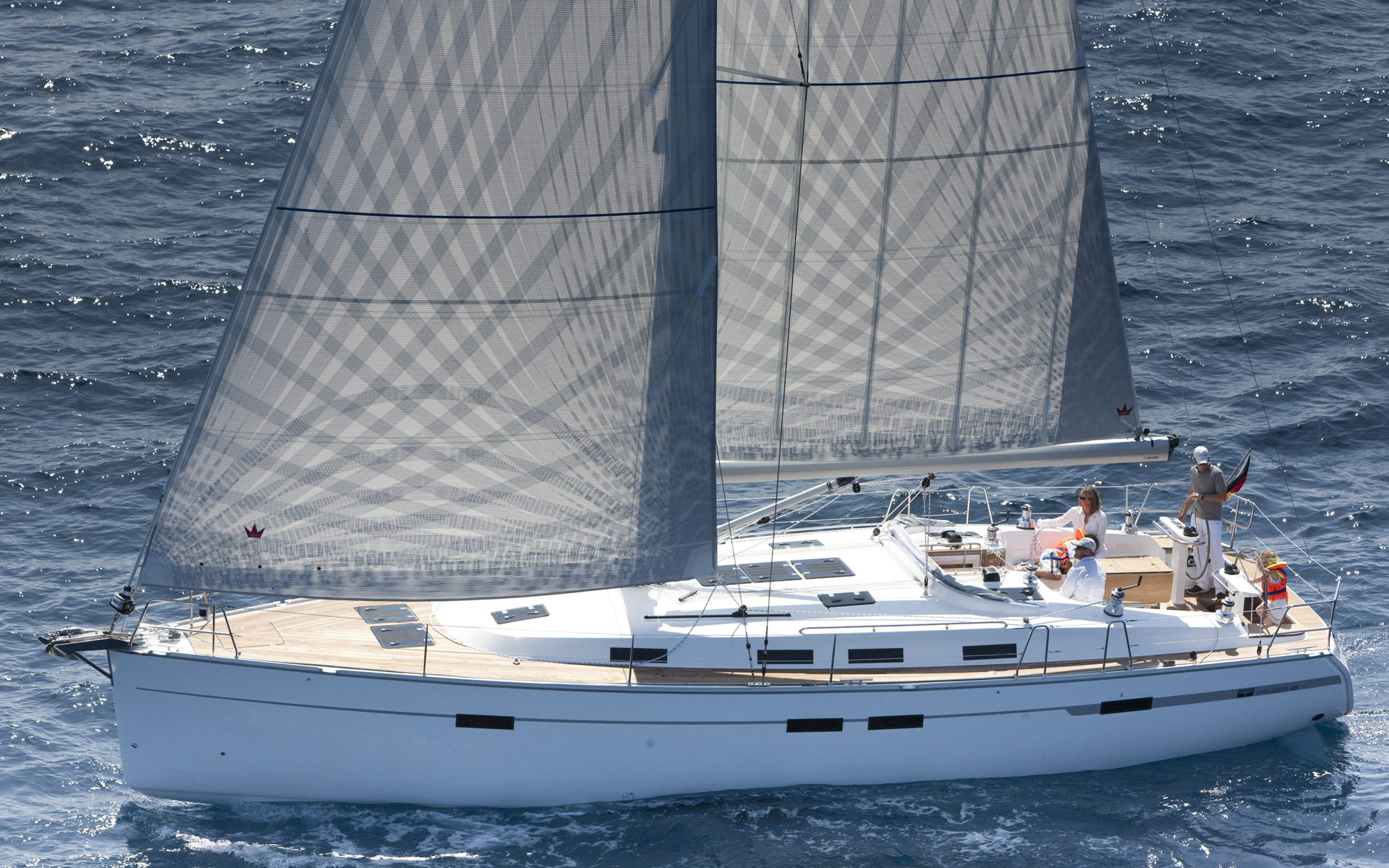
Un iot a vela Bavaria Cruiser 45

### Iot creuer
Són amb diferència els iots més habituals en ús privat, en general amb eslores totals de 7 a 14 m. Tot i existir una gran varietat de dissenys solen cercar un equilibri entre facilitat de govern, espai i confort interior i rendiment de navegació. Són embarcacions amb tot l'equipament per navegar-hi i viure-hi (amb diversos graus de comoditat en funció de l'equipament). Incorporen equips de navegació i comunicació, així com instal·lació elèctrica i d'aigua. A més compten amb un motor dièsel per maniobrar a port, navegar en falta de vent o carregar les bateries. Algunes embarcacions, especialment les destinades a grans travesses, incorporen equipament addicional com generador elèctric, plaques solars o dessalinitzadora.

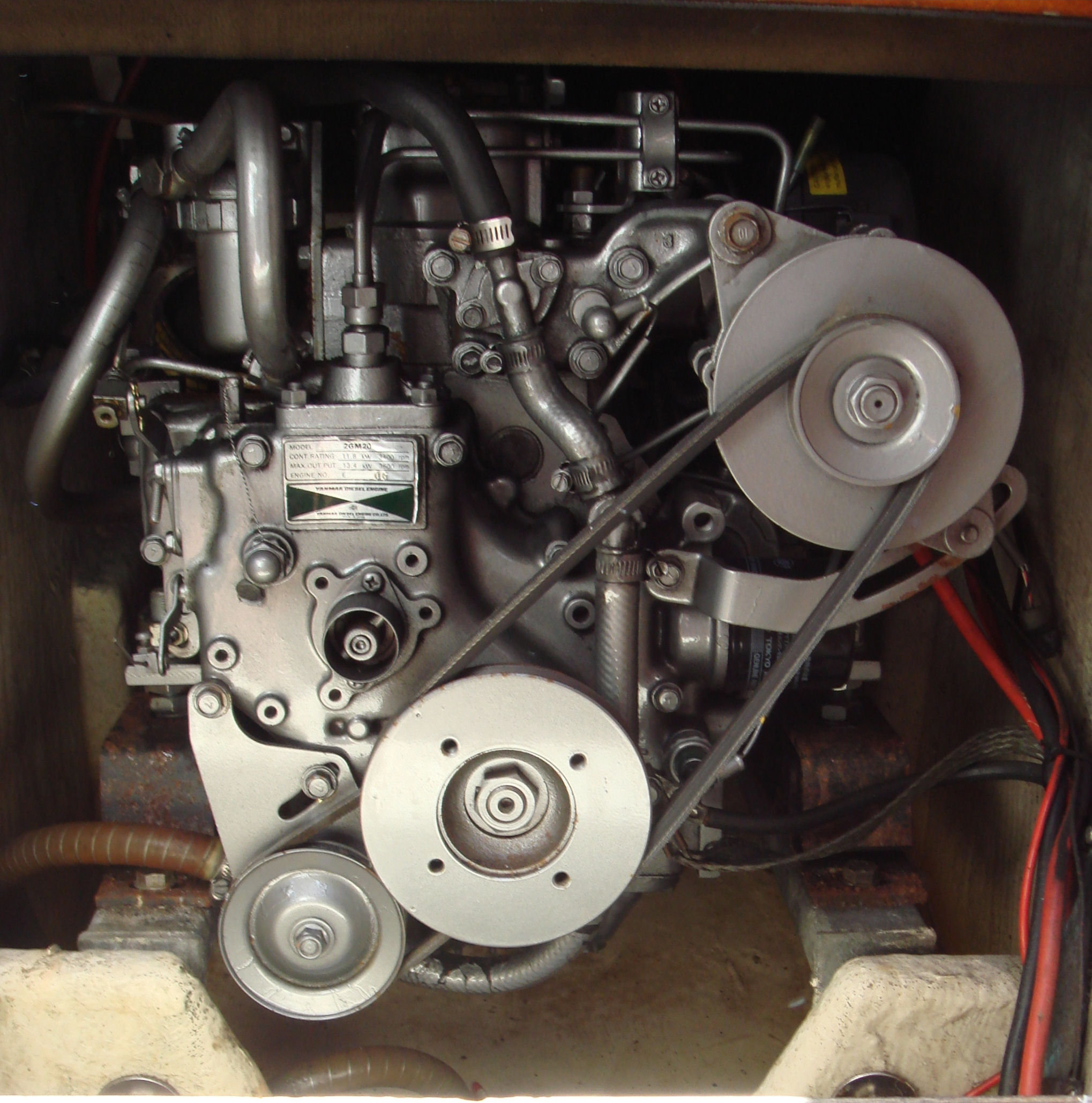
Motor dièsel Yanmar 2GM20, instal·lat en un iot de creuer.

L'espai interior d'un monobuc és limitat, i els dissenyadors procuren aprofitar-ho al màxim i oferir espais polivalents. L'acomodament habitual és de diverses cabines, sovint 2 (a proa i popa) en les eslores més curtes i fins a 4 o 5 en les majors. El saló se sol situar a la part central del vaixell i els bancs poden doblar funció com a lliteres. La cuina sol incorporar fogons en un suport basculant, així com un frigorífic compacte. Els lavabos més senzills solen comptar amb una bomba manual per l'aigua i una dutxa en el mateix espai.
El dissenys moderns es realitzen amb disseny assistit per ordinador i habitualment compten amb un buc amb forma de gota d'aigua, afilat a la proa i al mirall de popa, amb fons pla i quilla amb llast.

## Iots a motor

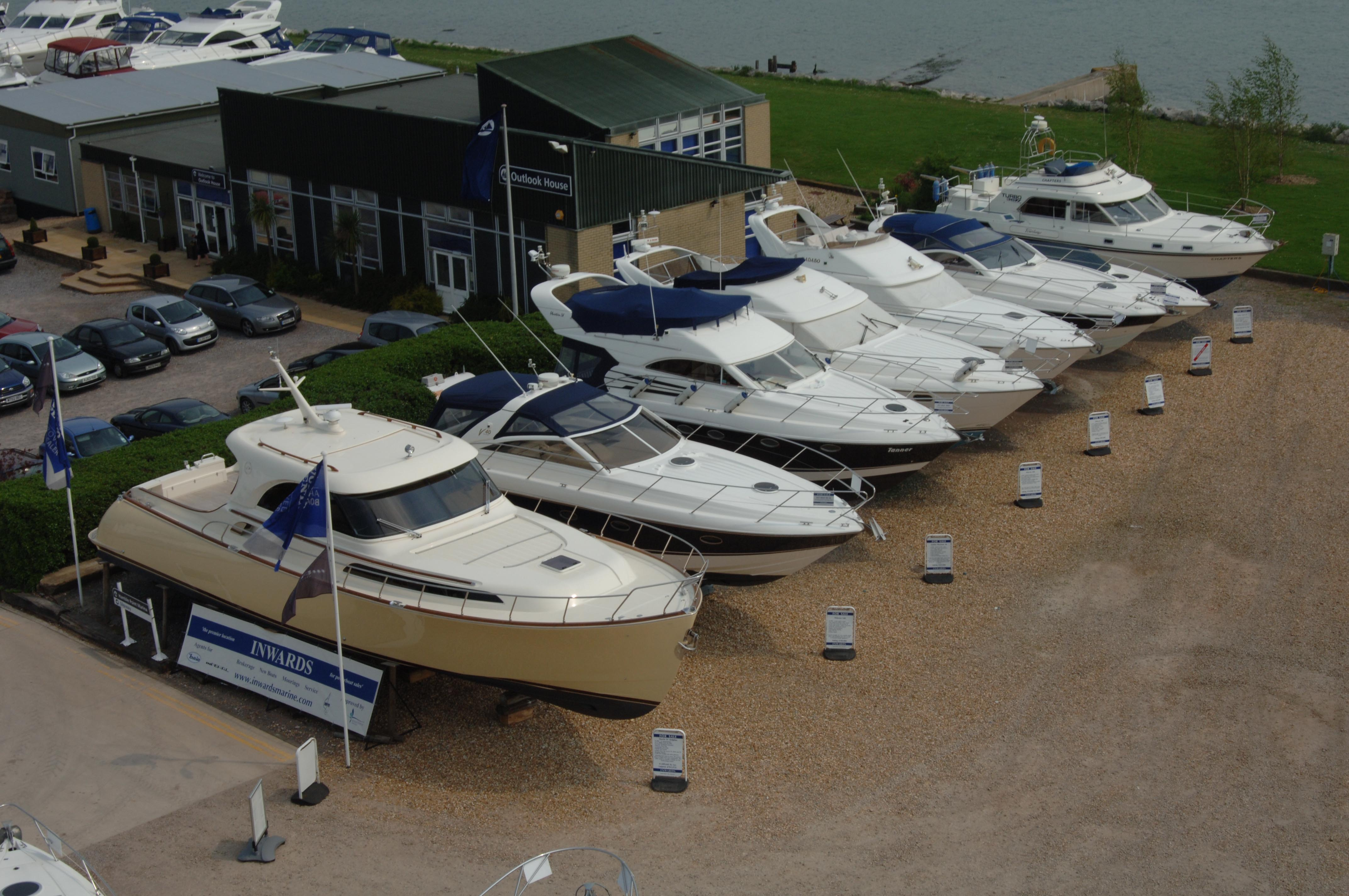
Diversos iots a motor exposat a terra ferma

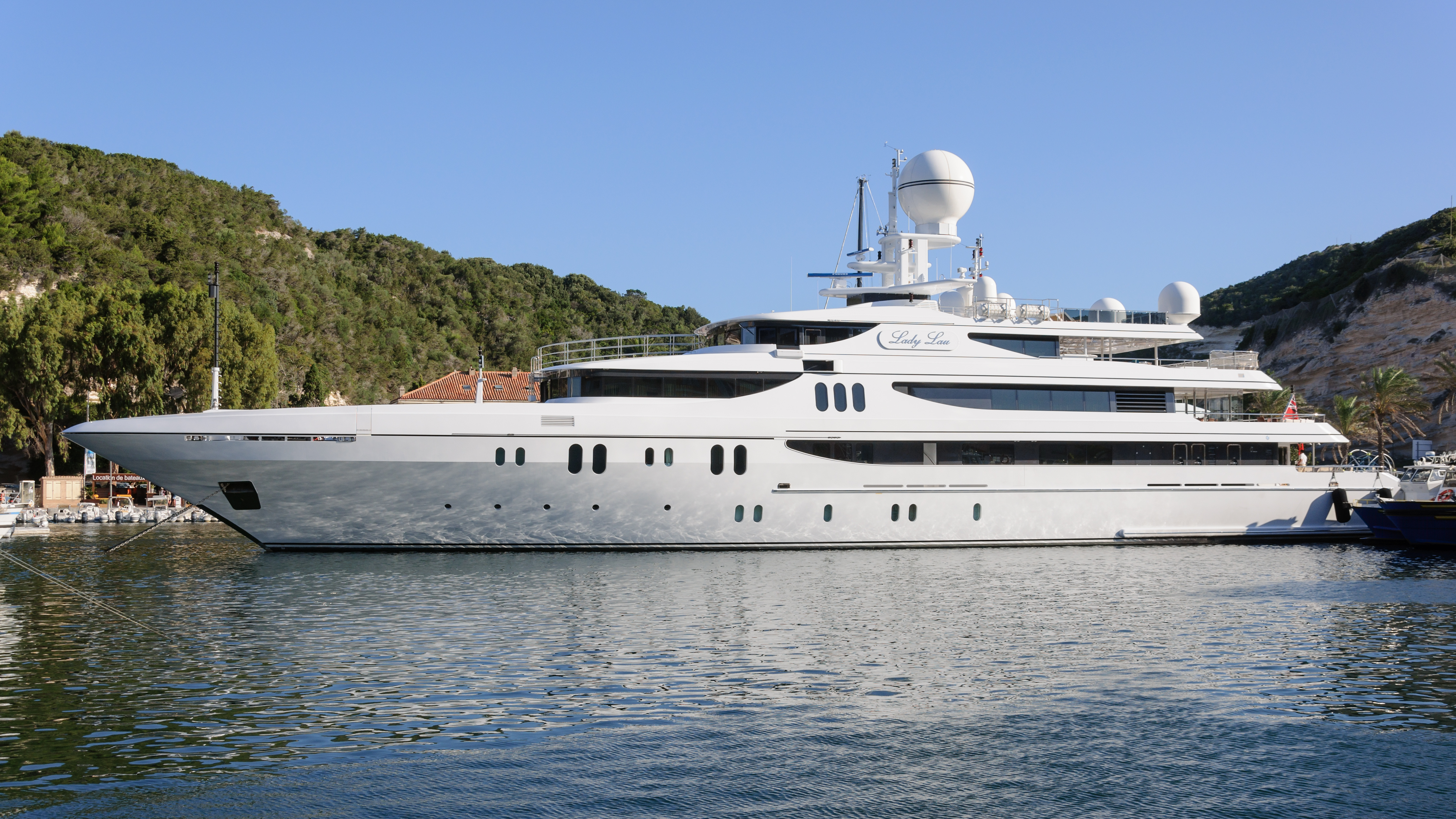
Iot de luxe Lady Lau a Còrsega

El seu origen es troba vinculat al desenvolupament dels motors de combustió interna que van començar a instal·lar-se en embarcacions lleugeres a finals del s.XIX. Inicialment es van emprar sobretot en curses i aplicacions militars i més endavant es va popularitzar en vaixells mercants i pesquers, així com per a usos d'oci. Els iots a motors inclouen des de petites embarcacions amb motors forabord fins a "mega-iots" de gran eslora i amb instal·lacions de luxe.

## Materials i tècniques de construcció
Fins a la dècada dels anys 50 del segle xx quasi tots els iots es fabricaven amb fusta i acer. Després de la Segona Guerra Mundial es van començar a difondre nous materials i tècniques de fabricació. Cal destacar especialment la utilització del plàstic reforçat amb fibra de vidre (GRP en les seves inicials en anglès), el qual és el més utilitzat avui en dia tant en iots a vela com a motor. El seu ús es va començar a estendre a la dècada del 1950, primer en iots fabricats especialment i la dècada següent ja amb produccions en sèrie. La seva producció ofereix diversos diversos avantatges: un preu menor en comparació amb altres materials (gràcies a la producció en sèrie), lleugeresa i capacitat per adoptar quasi qualsevol forma ja sigui al buc o a la coberta i superestructura. En embarcacions d'altes prestacions sovint es reforça el plàstic del buc amb malles de kevlar o fibra de carboni, que ofereixen major resistència i menor pes, però tenen un cost molt més elevat.
Altres materials que s'utilitzen en menor mesura són l'acer (especialment en els iots de majors dimensions) i l'alumini que ofereix major lleugeresa però una fabricació i reparació més complexa i costosa. En ambdós casos s'utilitzen aliatges adequats per al seu ús en entorns marins. La fusta utilitzada ja no es limita a la forma tradicional de taulons (utilitzada tradicionalment pels mestres d'aixa), avui en dia són habituals les planxes de contraplacat marí (especialment tractat), la fullola i la fusta de balsa. En diversos casos s'opta per recobrir la fusta amb resines epoxi. Finalment un material amb un ús molt poc habitual és el ferrociment (ciment amb una trama metàl·lica).